# Substitutionstheologie

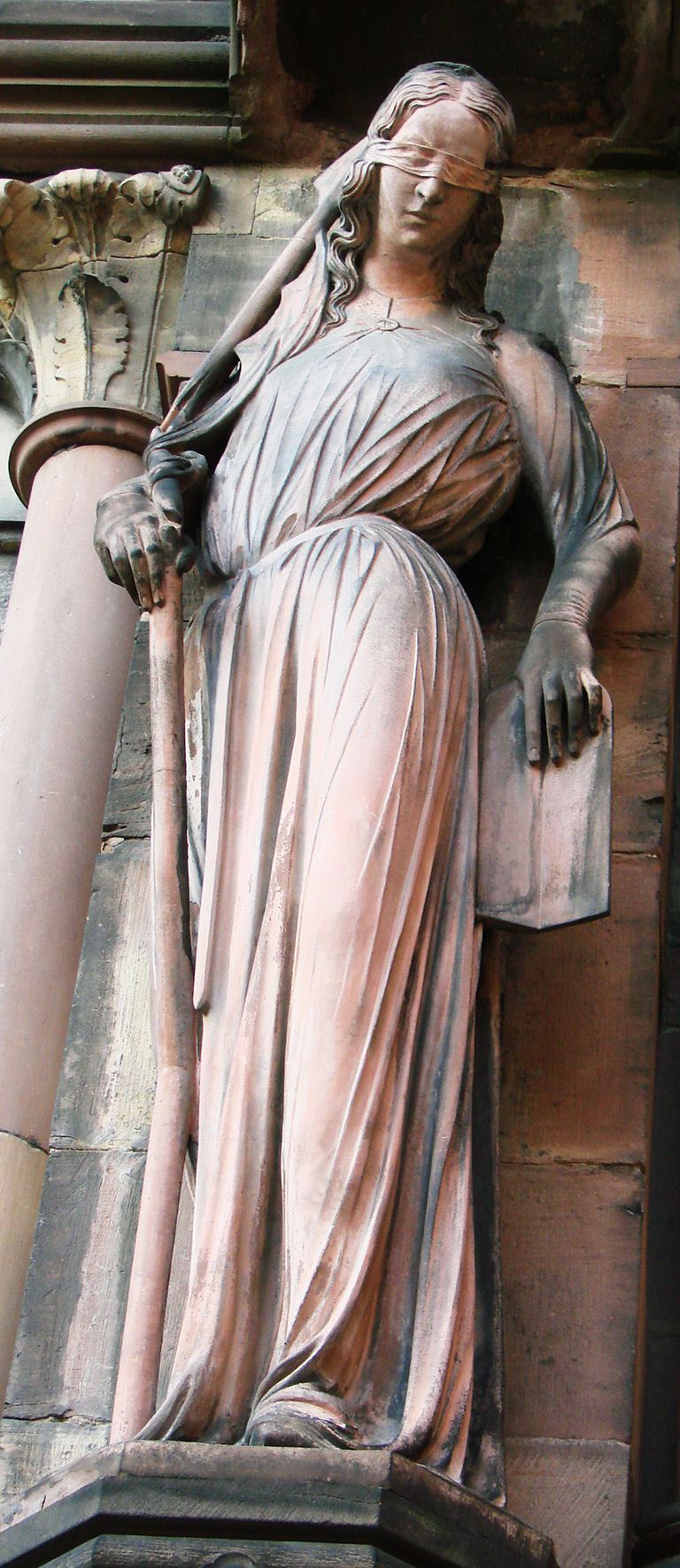
Figur der Synagoge am Straßburger Münster, 13. Jahrhundert. Verbundene Augen, gebrochener Stab und entgleitende Gebotstafel symbolisieren Blindheit des Unglaubens und Bundesverlust.

Als Substitutionstheologie (von lateinisch substituere, „ersetzen“; auch: Ablösungs-, Ersatz-, Ersetzungs-, Enterbungs- oder Enteignungstheologie) bezeichnet man eine überlieferte Lehre der christlichen Theologie: Gott habe das Volk Israel seit der Kreuzigung Jesu Christi verworfen und verflucht, seine Erwählung Israels, seinen Bund mit diesem Volk und die ihm geschenkten Verheißungen aufgehoben und sie stattdessen auf die Kirche als neues Volk Gottes übertragen. Ausgangspunkt und Hauptaussage dieser Lehre war laut der Historikerin Gabriele Kammerer: „Das Volk, aus dem Jesus kam, hat ihn nicht als Messias angenommen, also gehen seine Rechte als Volk Gottes an die Kirche über.“
Diese Lehre zog sich seit etwa 130 n. Chr. in verschiedenen Varianten durch die Kirchengeschichte. Zusammen mit der These vom Gottesmord bildet sie den Kern des christlichen Antijudaismus und die historische Wurzel des neuzeitlichen Antisemitismus, der zum Holocaust führte.
Seitdem rückte die christliche Theologie allmählich von dieser Lehre ab und entdeckte die in der ganzen Bibel bewahrte Grundaussage vom „ewigen“, „unkündbaren“ und „nie gekündigten“ Bund Gottes mit Israel und dem Judentum (etwa in Jer 31,36  und Röm 11,29 ) neu. Infolge des ab 1960 intensivierten jüdisch-christlichen Dialogs setzte sich dieses Verständnis in den Großkirchen durch. Als Meilensteine dieser Umkehr gelten die römisch-katholische Erklärung Nostra aetate (1965) und der evangelische Rheinische Synodalbeschluss „Zur Erneuerung des Verhältnisses von Christen und Juden“ (1980). Drei Studien der EKD zum Thema „Christen und Juden“ spiegeln den Prozess.

## Neues Testament
Das Urchristentum verstand sich als Teil des Judentums und setzte Gottes bleibende Erwählung Israels als gültig voraus. Jesus von Nazaret, seine direkten Nachfolger und fast alle Autoren der im NT gesammelten Schriften waren Juden. Sie verstanden Jesu Botschaft vom Reich Gottes und seinen Tod am Kreuz aufgrund seiner Auferstehung als ultimative Bekräftigung der Verheißungen Gottes für Israel und als Versöhnung Gottes mit seinem Volk, das auch Gottes Versöhnung mit den nichtjüdischen Völkern begründe und sie in den Israelbund hinzuberufe.
Das NT bezeichnet die Jesusnachfolger bzw. die Christen nirgends als „neues Volk Gottes“. Auch das griechische Wort ekklesia („Versammlung“, „Gemeinde“) für die Urchristen übersetzt wie das parallele Wort synagoge nur hebräische Worte für die vor ihrem Gott versammelten Israeliten. Auch der Ausdruck „der neue Bund“ für den beim Herrenmahl empfangenen Wein (1 Kor 11,25 ) zitiert nur JHWHs Zusage in Jer 31,31 , seinen Bund mit Israel endgültig zu erneuern: Für die Urchristen erfüllte Jesus diese Zusage durch seine Lebenshingabe am Kreuz, schloss also eine Ersetzung des Gottesvolks endgültig aus.
Die von Paulus von Tarsus vorangetriebene, von der Jerusalemer Urgemeinde beim Apostelkonzil anerkannte Völkermission veränderte die Mehrheitsverhältnisse: Nichtjüdische Christen gewannen gegenüber Judenchristen bald die Mehrheit. Der Brief des Paulus an die Römer (um 65) setzt diese Situation voraus und widerspricht besonders in Röm 9-11  ultimativ der Meinung seiner nichtjüdischen christlichen Adressaten, Gott habe sein erwähltes Volk Israel verworfen: Obwohl die meisten Juden Jesus nicht als ihren Messias anerkannten, bleibe Gottes Bund mit Israel in Kraft. Paulus erinnerte alle Christen an ihre bleibende Wurzel im Judentum und dessen Heilsprivilegien. In Röm 11,2.28  bestätigt und bekräftigt er den ungekündigten Israelbund:
„Gott hat sein Volk nicht verstoßen, das er einst erwählt hat... von ihrer Erwählung her gesehen sind sie von Gott geliebt, und das um der Väter willen. Denn unwiderruflich sind Gnade und Berufung, die Gott gewährt.“
Demnach könne die Kirche aus Juden und Heiden das erwählte Volk Gottes auf keinen Fall ersetzen und ablösen, sondern sei im Gegenteil ein aus reiner Gnade Gottes „eingepfropfter Zweig“ dieses Volkes, den die Wurzel (Israel) trage und den Gott auch wieder ausreißen könne. Paulus schloss mit der Verheißung, dass Gott bei der Wiederkunft Jesu Christi zuletzt ganz Israel, auch die derzeit nicht an Jesus Christus glaubenden Juden, erretten werde (Röm 11,16–21 ). Demgemäß bezieht Röm 15,4  den Ausdruck „Volk Gottes“ weiter auf das Volk Israel, so dass die Christen durch Jesus Christus „Miterben der Verheißung“ geworden seien (Eph 3,6 ).
Daraus folgern christliche Theologen heute: Die Kirche muss Israels bleibende Erwählung anerkennen. Nur so kann sie Anteil an Israels Verheißungsgeschichte erhalten. Christen, die das Judentum als überholte, abgelöste oder abzulösende Religion betrachten, haben aus dieser Sicht ihr eigenes Heil aufgegeben, ob sie es wissen oder nicht.

## Alte Kirche
Die Enterbungstheologie entstand im Trennungsprozess des Christentums vom Judentum, den politische Umstände begünstigten. Im Jahr 70 zerstörten die Römer den Jerusalemer Tempel; im Jahr 135 schlugen sie den jüdischen Bar-Kochba-Aufstand nieder und verbannten die überlebenden Juden aus ihrem angestammten Land. Daraufhin grenzten sich Juden und Christen auch in ihren Schriften wechselseitig voneinander ab.

### Barnabas
Der um 130–132 entstandene, nicht in das NT aufgenommene Barnabasbrief begründete die Lehre von der Enterbung Israels, die dann rasch Allgemeingut in der Alten Kirche wurde. Der Autor, ein antijüdischer Heidenchrist, widersprach Paulus ausdrücklich: Israel habe Gottes Bund mit ihm endgültig verspielt, so dass Gott dieses Volk verworfen habe. Die Kirche besitze nun allein die jüdische Heilige Schrift. Israel habe keine theologische Bedeutung mehr, darum sollten sich die Christen vollständig von den Juden trennen. Gottes Bund gelte nicht „jenen und uns“ (den Juden und den Christen), sondern „ihr Bund wurde zertrümmert, damit der Bund des geliebten Jesus fest in unseren Herzen versiegelt würde durch den Glauben an ihn“ (Barn. 4,6–8). Nur die Christen seien das „neue Volk“ (Barn. 5,7; 7,5) oder das „Erbvolk“ Gottes (Barn. 14,4). So vollzog Barnabas die Trennung vom Judentum mit der Lehre von der Ersetzung und Enterbung Israels durch die Kirche. Damit beeinflusste er die christlichen Apologeten und Kirchenväter der Folgezeit stark.

### Justin
In seinem Hauptwerk Dialog mit dem Juden Tryphon (ab ~155) erklärte Justin der Märtyrer die jüdische Tora für veraltet und bedeutungslos für Nichtjuden. Denn Jesus Christus sei der neue Gesetzgeber, der das frühere Gesetz überholt und aufgehoben habe. Er selbst sei als „das ewige und endgültige Gesetz … der verlässliche Bund, dem kein neues Gesetz, keine Verordnung und kein Gebot mehr folgt.“ Mit der Rede vom „neuen Gesetz Christi“ berief sich Justin implizit auf NT-Stellen wie Gal 6,2  und Joh 13,34 , widersprach aber Jesu Eigenaussage in Mt 5,17 . Zugleich bahnte er die analoge Rede vom „neuen Volk Gottes“ an.
Justins Dialog kennzeichnete das Judentum als Gesetzesreligion und die jüdische Beschneidung und den Schabbat gegen das biblische Zeugnis ausschließlich negativ als Zeichen des göttlichen Gerichts an Israel (Kapitel XVIII). Er sprach der Kirche aus allen Völkern die Erwählung zu, die ursprünglich Adam als Stammvater aller Menschen galt. Weil die Kirche an der allgemeinen Sündenvergebung teilhabe, sei sie das erwählte Gottesvolk geworden: „Das wahre, das geistliche Israel nämlich, das sind wir.“ Die Kirche der Heidenchristen repräsentierte für ihn die allgemeine Erwählung der Menschheit und verwirklichte sie (XIX). Sie besitze mit der Taufe das eigentliche geistliche Bundeszeichen, die Beschneidung der Herzen. Die körperliche Beschneidung im Judentum verweise als Gerichtszeichen nur auf die Taufe voraus. So erschien das Judentum als partikulare Episode und negative Gerichtsfolie. Dazu deutete Justin die Gerichtsaussage in Ez 20,25  als endgültige Verwerfung Israels, obwohl der Kontext (Ez 20, 13.21.37) das Gegenteil festhält. Er verstand die Tora als Mittel Gottes, die Juden insgesamt und dauerhaft als „Brut der Ehebrecher und Hurenkinder“ zu geißeln (XXI). Jesus Christus sei nicht der nationale Messias der Juden, sondern der universale Sohn Gottes, ausgewiesen durch die Jungfrauengeburt und die Inkarnation. Israels Messiaserwartung und die universale Christuserwartung schlossen sich also für ihn gegenseitig aus. Der Glaube von Nichtjuden an den zur universalen Sündenvergebung gekreuzigten Jesus Christus beweise, dass er der in Jer 31,31–34  angekündigte neue Bund und das neue Gesetz sei (XI).

### Tertullian
In seiner Schrift Adversus Iudaeos („Gegen die Juden“, um 197) begründete Tertullian Israels Enterbung mit seiner Erwählungslehre: Nach Gen 25,23  müsse der ältere Esau seinem jüngeren Bruder Jakob dienen. Israel sei wegen seines Götzendienstes Esau gleich geworden, die Kirche dagegen habe wie Jakob Gottes Gnade erlangt. Darum seien die Juden den Christen unterworfen. Tertullian begründete auch die Abwertung der Tora, indem er gegen deren Eigenaussagen in ihr ein bleibendes Moralgesetz von einem überholten Zeremonialgesetz unterschied.

### Origenes
Origenes begründete die Enterbungslehre nach 240 mit der seither üblichen geschichtstheologischen These, die Leidensgeschichte des Judentums, besonders die Zerstörung des Jerusalemer Tempels im Jahr 70 und die Vertreibung der Juden aus Palästina im Jahr 135, sei Gottes Strafe für das von Juden bewirkte Leiden Jesu Christi und beweise indirekt seine Göttlichkeit:

„Zu den Beweisen also, dass Jesus ein göttliches und heiliges Wesen war, gehört auch die Tatsache, dass die Juden um seinetwillen so große und schwere Drangsale schon so lange zu leiden haben. Und wir behaupten mit aller Zuversicht, dass sie niemals wieder in den früheren Zustand gelangen werden. Denn sie haben dadurch den allerruchlosesten Frevel begangen, dass sie dem Erlöser des Menschengeschlechtes in jener Stadt nachstellten, wo sie Gott die gewohnten Opfer, die Wahrzeichen erhabener Geheimnisse darbrachten. Daher mußte jene Stadt, in der Jesus dies erduldet hat, von Grund aus zerstört und das jüdische Volk seiner Wohnsitze beraubt werden und die Berufung zur Seligkeit durch Gott mußte auf andere übergehen, ich meine auf die Christen, welche über die lautere und reine Gottesverehrung belehrt worden sind und neue Gesetze erhalten haben, passend für ein Reich, das sich über die ganze Erde ausbreitet.“

### Augustin
Augustinus von Hippo unterschied die biblische Zusage des Landes an Israel (Gen 12,1–3 ; Mt 5,5 ) von „etwas weit Herrlicherem, das nicht dem fleischlichen, sondern dem geistlichen Samen gilt“. Diese antijüdische Abwertung oder Umdeutung der konkreten materiellen Landverheißung wurde kontinuierlicher Bestandteil der Enterbungslehre. In seinem Hauptwerk De civitate Dei (413–426) stellte er das überlegene „Israel im Geiste“ (die Christen) dem „Israel im Fleische“ (den Juden) gegenüber. Die Kirche müsse das Judentum einerseits unterjochen, andererseits dulden und das Leben der Juden schützen, bis diese den wahren Glauben angenommen hätten.

## Mittelalter
Im Hochmittelalter wurde die Enterbungslehre an großen christlichen Kirchen mit Skulpturen in Stein gemeißelt, die Ecclesia und Synagoge als weibliche Statuen einander gegenüberstellten. Typische Kennzeichen der Ecclesia etwa am Straßburger Münster sind die aufrechte, stolze, triumphierende und dem Betrachter zugewandte Haltung, die Krone auf dem Haupt, das christliche Kreuz in der rechten, der Kelch des „Neuen Bundes“ in der linken Hand. Dagegen hat die Synagoga ein gesenktes, abgewandtes Haupt, verbundene Augen, einen zerbrochenen Stab, keine oder eine herabgefallene Krone und abgesenkte Gebotstafeln. Diese Darstellungen sind auch heute noch an zahlreichen Domen zu finden.

## 19. Jahrhundert
Friedrich Schleiermacher unterschied in seiner Glaubenslehre (1821–1822) jene Elemente des Christentums, die er für vereinbar mit der „wahren Religion“ hielt, von jenen, die er damit für unvereinbar und „häretisch“ hielt. Wie Immanuel Kant bestritt er jede bedeutende Verbindung des biblischen Judentums zum Christentum: Letzteres könne in keiner Weise als Erneuerung oder Fortsetzung des Judentums betrachtet werden. Daher sei das hebräische Alte Testament (AT) nicht als Autorität für christliche Theologie anzusehen und für deren Dogmatik überflüssig. Was immer in der hebräischen Bibel definitiv jüdisch sei, habe am wenigsten Wert. Demgemäß berücksichtigte dieser strukturelle Supersessionismus die hebräischen Schriften für Gottes Gegenwartsbezug zu seiner Schöpfung nicht. Schleiermachers vom Scotismus geprägte Lehre betrachtete alles bezogen auf die vollendete Erlösung durch Christus. Dies half ihm, israelitische Elemente aus dem christlichen Glauben auszuscheiden. Für ihn hatte Jesus Christus ausschließlich für die kreatürlich-universale Dimension der menschlichen Existenz Bedeutung. Diese trennte er vollständig von der israelitischen Dimension des christlichen Glaubens. Mit Kant teilte er das Vorurteil, das christliche Gottesbild könne durch die Trennung vom Gott Israels kohärent bewahrt bleiben. Weil beide den Schöpfer der Welt vom Gott Israels trennten, erschienen jüdische Aspekte des Christentums ihnen fremd und nicht anpassungsfähig.
Im Protestantismus des Deutschen Kaiserreichs waren sich neuprotestantisch-liberale und lutherisch-orthodoxe Theologie im Kern darin einig, das biblische Volk Israel als historische Wurzel des Christentums anzuerkennen, aber dem aktuellen Judentum jede Kontinuität dazu zu bestreiten, vor allem die bleibende Erwählung zum Volk Gottes. Der Hofprediger Adolf Stoecker, ein bekennender Antisemit, vertrat 1885 zu Röm 9,5 : „Blicken wir nach rückwärts, so ist es niemand zweifelhaft, daß Israel das Volk der Auswahl, des Heils gewesen ist, von welchem wir Jesum Christum nach seiner leiblichen Abstammung, von welchem wir die Propheten und Apostel empfangen haben. […] Aber das glaube ich in der Tat, daß mit der Verwerfung Christi das jüdische Volk seinen Beruf abgetreten hat an die christliche Kirche, und daß es Anmaßung und Torheit ist, wenn noch heute das Judentum davon redet, es sei mit seinem alten Glauben der Träger der Gottesidee auf Erden.“

## NS-Zeit
Im Anschluss an den spätantiken christlichen Geschichtsschreiber Eusebius von Caesarea vertrat der spätere Kardinal Michael Faulhaber seit seiner Promotionsschrift 1896 die Enterbungslehre: Alle biblischen Verheißungen an Israel seien auf die Kirche übergegangen, daher gelte nur die christliche Auslegung der Bibel. Der „Partikularismus“ des Judentums sei dem „Universalismus“ des Christentums unterlegen, das nachchristliche Judentum sei somit mangelhaft. Juden könnten ihre Religion, etwa das Einhalten der Tora, nicht mehr gottgefällig ausüben. Sie seien durch ihr Verhalten vom „wahren Israel“ der Kirche ausgeschlossen, die sich nur aus Christen zusammensetze. Der Kampf der Kirchenväter gegen „die Brüder Ahasvers“ sei aktuell fortzuführen. Folglich rechtfertigte Faulhaber die staatliche Judenverfolgung in seinen Advents- und Weihnachtspredigten von 1933, etwa am 3. Dezember: Man müsse zwischen dem Volk Gottes vor und nach Jesu Tod unterscheiden. Von Abrahams Berufung (Gen 12,1–3) bis zu Jesu Tod sei Israel Träger der Gottesoffenbarung gewesen. Dann habe Gott die Juden aus diesem Zeugendienst entlassen, weil sie Jesus „verleugnet und verworfen, zur Stadt hinausgeführt und ans Kreuz geschlagen“ hätten. Mit dem Vorhang im Jerusalemer Tempel sei Gottes Bund mit Israel zerrissen: „…und seitdem wandert der ewige Ahasver ruhelos über die Erde.“
Der Druck des NS-Staates zur Gleichschaltung der evangelischen Kirchen, der Arierparagraph in einigen Landeskirchen, der Versuch der damaligen Deutschen Christen (DC), das AT abzuschaffen und das NT völkisch-rassistischen Auslegungsmaßstäben zu unterwerfen, bewirkten den Kirchenkampf. Das Betheler Bekenntnis vom November 1933 lehnte den Ausschluss von Judenchristen ab, verstand die Kirche aber als „Erbin der Verheißung Abrahams“. Durch seine Taufe gehe der einzelne Jude in „das eigentliche Israel“ ein und trenne sich „von seinem ungläubigen Volk“.

## Nachkriegszeit
Einige deutsche Neutestamentler setzten die Ersatztheologie nach 1945 fort, vor allem in ihrer Exegese des Römerbriefs. Zu Röm 9,30-32  schrieb Hans Conzelmann, „daß Israel seine Privilegien an die Heiden verliere“, da diese laut Paulus da stünden, wo die Juden stehen sollten. Die Vorstellung einer heilsgeschichtlichen Ablösung Israels bedeute, dass die Kirche „neues Gottesvolk“ sei. Heinrich Schlier meinte zur selben Stelle, für Paulus seien die Vorzüge und Privilegien Israels „jetzt“ auf die Kirche „übergegangen“. Laut Ernst Käsemann vertrat der Römerbrief, „daß die Synagoge mit ihren Dienern von der Kirche und der apostolischen Sendung ersetzt“ werde. Weil der durch seine Bundespartnerschaft an Israel gebundene Gott „nicht der Gott des Kreuzes und der Gottlosen sein“ könne, zerbreche Paulus den Gedanken des Bundes (Gottes mit Israel). Weil die christliche Gemeinde den Namen des Herrn anrufe, habe sie das in Joel 3,5  verheißene Heil („Jeder, der den Namen des HERRN anruft, wird gerettet“) gefunden. Das Alte Testament sei daher Kronzeuge für „die Ablösung der Synagoge“ durch die Kirche aus Juden und Heiden.
Paul Althaus verstand Röm 11,25f.  als Hoffnung auf eine zukünftige Bekehrung „ganz Israels“ (aller Juden) zu Jesus Christus und folgerte: „Paulus kündet… das ‚Geheimnis‘ kommenden Eingehens von ganz Israel in die Kirche“. Gregory Baum schloss sich dem an: Paulus lehre „die Bekehrung der Juden am Ende der Zeiten und ihre Eingliederung in die christliche Kirche“. Jede positivere Auslegung von Röm 9-11 sei „Wunschdenken“. Auch laut Ernst Käsemann erwartete Paulus Israels „Gesamtbekehrung“. Otto Kuss deutete Röm 9  als „Ablösung des ungläubigen Israel als Gottesvolk durch die christusgläubigen Völker der Welt einschließlich des christusgläubigen Auswahl-Israel“.

## Varianten
Dem evangelischen Theologen Bertold Klappert zufolge dominierten folgende Varianten der Substitutionstheologie die christliche Theologie bis zum Holocaust und darüber hinaus:
- das Ersatzmodell:

Die Kirche ersetzt seit Jesu Auferstehung das Gottesvolk Israel. Sie versteht sich als neues Gottesvolk, das die Verheißungen Israels „geerbt“ habe, während Israel unter dem Fluch und Zorn Gottes stehe. Juden könnten nur noch als Einzelne durch die christliche Taufe Anteil am Heil erhalten. Der besondere Heilsweg der Tora sei jedoch ein für alle Mal beendet, der Bund Gottes mit seinem Volk zerstört. Klappert sieht diese Auffassung bereits im Barnabasbrief und später bei Martin Luther.
- das Integrationsmodell:

Auch hier versteht sich die Kirche als das einzige Volk Gottes, das aber einen Teil des bleibend erwählten Judentums in sich aufnimmt. Dieser „heilige Rest“ seien die Judenchristen, die seit der Jerusalemer Urgemeinde zusammen mit den Heidenchristen das neue Gottesvolk bildeten. Die Synagoge sei dazu bestimmt, zukünftig in der Kirche aufzugehen. Diese Auffassung bestimmte den Pietismus seit dem 17. Jahrhundert und wird bis heute von vielen evangelikalen Gruppen und Freikirchen vertreten, die an der Judenmission festhalten.
- das Typologiemodell:

Hier wird Gottes Volk Israel bis zum Wirken Jesu Christi als Vorläufer der Kirche beschrieben, das die Kirche voraus abgebildet habe, nun aber von ihrem Abbild überboten worden sei. So wurde etwa Israels Auszug aus Ägypten als symbolische Vorwegnahme der Kirchengründung durch den Heiligen Geist gedeutet, so dass diese Gründung als Befreiung aus der Knechtschaft des jüdischen Gesetzes erschien. Damit wurde an der Abstufung der Heilsgeschichte und an einer Überlegenheit der Offenbarung Gottes im NT gegenüber dem AT festgehalten. Diese Relation bestimmt laut Klappert auch noch die Erklärung Nostra aetate des Zweiten Vatikanischen Konzils.
- das Illustrationsmodell:

Es variiert das Typologiemodell, indem es das Volk Israel zur Negativfolie menschlicher Existenz und Geschichte erklärt, auf deren Hintergrund die Menschen ihr Angewiesensein auf Gnade erkennen sollen. Das Judentum erscheint damit nur als Zeuge und Spiegel des Gerichtes und Zornes Gottes, der auf das Heil Jesu Christi hinweist. Darauf ist die Kirche allerdings bleibend angewiesen, da auch die schon getauften Christen nur am Irrweg des „gesetzlichen“ Judentums immer wieder das besondere Gnadengeschenk des Heils erkennen können. Diese Zuordnung kennzeichnete etwa die lutherische und existenzialistische Theologie von Rudolf Bultmann und seinen Schülern Ernst Käsemann und Gerhard Ebeling.
- das Subsumtionsmodell:

Hier wird die besondere Gottesbeziehung Israels in ein allgemeines Vorauswissen aller Menschen von Gott eingeordnet. Damit wird Israels Erwählung als bloßes Beispiel für die Religiosität und den Gottesbezug aller Menschen verstanden und so in dieser aufgehoben. Auch der Jude Jesus erscheint dann als der allgemein religiöse und so erst menschliche Mensch; seine Lehre wird als humane Ethik aus ihrer Einbettung in die Besonderheiten des Judentums herausgelöst. Diesem Weg folgten viele liberale, religionspädagogische und am allgemeinen Religionsdialog orientierte Entwürfe, etwa der von Wolfhart Pannenberg.
Allen diesen Entwürfen gemeinsam ist Klappert zufolge, dass sie den besonderen Bund JHWHs mit diesem Volk der Juden, ihre Bestimmung zum Segen (Gen 12,3 ) bzw. Licht der Völker (Jes 42,6 ) nicht anerkennen können, sondern ihn in eine davon losgelöste Definition der wahren, absoluten oder endgültigen Religion aufheben müssen.

## Gegenpositionen

### Martin Buber
Am 14. Januar 1933, nur Wochen vor Adolf Hitlers Amtsantritt (30. Januar 1933), führten der evangelische Neutestamentler Karl Ludwig Schmidt und der jüdische Theologe Martin Buber ein Streitgespräch. Schmidt vertrat die damals übliche These, der vom Propheten Jeremia angekündigte Neue Bund (Jer 31) sei mit Jesus Christus erfüllt und habe den Alten Bund mit Israel abgelöst und überholt. Schmidt lehnte den Antisemitismus ab, sah die Bestimmung des Judentums aber darin, einzugehen „in die Kirche, die sich als das von Gott in Jesus Christus berufene Volk, als das wahre, geistliche Israel versteht.“ Dagegen verwies Buber auf die historische Erfahrung des Judentums mit dieser Kirche und bekannte emphatisch Gottes ungekündigten Bund mit allen im Schatten des überlegenen Christentums gestorbenen Juden: „… Ich liege am Boden, hingestürzt wie diese Steine“ (auf dem Jüdischen Friedhof). „Aber gekündigt ist mir nicht. Der Dom ist, wie er ist. Der Friedhof ist, wie er ist. Aber gekündigt ist uns nicht worden.“ Kaum ein christlicher Theologe konnte dieses jüdische Selbstverständnis damals und noch lange nach der NS-Zeit bejahen.

### Karl Barth
Der reformierte Theologe Karl Barth erkannte in der NS-Zeit, dass das Bekenntnis zu Jesus Christus ein klares Ja zum ungekündigten Israelbund und damit zum gegenwärtigen Judentum, also ein Nein zur Enterbungslehre einschließt und verlangt. Im März 1933 hielt er den Vortrag Das Erste Gebot als theologisches Axiom, in dem er die kirchliche Botschaft ganz von JHWHs exklusiver Selbstvorstellung im ersten Gebot des Dekalogs her (Ex 20,2 ) normierte und so der Abwertung des Judentums und des AT prinzipiell widersprach. In der ersten Ausgabe der Zeitschrift Theologische Existenz heute vom Juli 1933 lehnte er die rassistische Ausgrenzung von Juden ab. Im September 1933 bestätigte er Dietrich Bonhoeffers Position, mit dem Arierparagraphen in der Kirche sei der status confessionis gegeben. Im Oktober 1933 erklärte er dem Pfarrernotbund, dem innerkirchlichen Arierparagraphen sei kompromisslos zu widerstehen. Sobald der NS-Staat die kirchlichen Beamten zu einem unbedingten Loyalitätseid zwinge, müssten die Pfarrer die Rechtmäßigkeit des NS-Staates, die Art seiner Machtergreifung, die Beseitigung aller Parteien, die Konzentrationslager (KZs) und die Judenverfolgung in Frage stellen und darauf vom Wort Gottes her antworten. Am 19. November 1933 betonte Barth in der „Theologischen Existenz heute“, die Kirche müsse mit dem Arierparagraphen auch die Bejahung und Vergötzung des Totalen Staates und die Quelle all dieser Irrtümer ablehnen: die Behauptung einer zweiten Offenbarungsquelle neben Jesus Christus. In seiner Predigt vom 10. Dezember 1933, die er gedruckt an Adolf Hitler sandte, erklärte Barth: In Jesus Christus habe Gott nicht bloß allgemeines Menschsein, sondern jüdisches Blut und jüdische Art angenommen. „Der Menschensohn … war aber ein Jude.“ So habe Gott seinen Bund mit Israel erfüllt und bekräftigt. Darum hätten die Nichtjuden die Juden an- und aufzunehmen und der Judenfeindschaft zu widerstehen.
Die von Karl Barth verfasste Barmer Theologische Erklärung (BTE) vom 31. Mai 1934 bekräftigte, Jesus Christus allein sei das Wort Gottes, und verwarf darum die „natürliche Theologie“ als Häresie und Ursache aller DC-Irrlehren. Das exklusive Christusbekenntnis sollte im Sinne Barths kirchliche Kritik an der Rassenideologie, am Antisemitismus und Antijudaismus begründen und den Kirchenkampf nicht nur auf innerkirchliche Missstände beschränken. Mit dem Nein zur natürlichen Theologie griff die BTE die ideologische Wurzel der staatlichen Judenverfolgung an, um eine von politischen Rücksichten freie Stellungnahme der BK dagegen zu ermöglichen. Sie nannte aber weder die Juden noch Antijudaismus und Antisemitismus explizit. Die darauf gegründete Bekennende Kirche (BK) setzte sich für getaufte, kaum aber für ungetaufte, staatlich verfolgte Juden ein. Die meisten BK-Vertreter lehnten staatliche Übergriffe auf die Kirche, nicht aber den NS-Staat als solchen, seine rassistische und antisemitische Politik ab.
Die BTE-Aussage von „Jesus Christus, wie er uns in der [ganzen] Heiligen Schrift bezeugt wird“ schloss die Abschaffung des AT aus. Lutherische Theologen folgerten daraus jedoch: Weil Jesus Christus die Verheißungen des AT erfüllt habe, könne dieses nur noch vom NT her richtig ausgelegt werden. Dazu unterschieden Walter Künneth und Walter Holsten streng zwischen dem Volk Gottes des AT und dem nachchristlichen, angeblich überholten Judentum und lehnten eine vom NT absehende jüdische Bibelexegese ab. So verteidigten die Landesbruderräte der BK 1939 das AT zwar gegen die DC, bekräftigten zugleich aber die religiöse Enterbung der verfolgten Juden: „Die Kirche als das wahre Israel ist Erbe der Verheißung, die dem Volke Israel gegeben wurde… Der christliche Glaube steht in einem unüberbrückbaren religiösen Gegensatz zum Judaismus.“
Dagegen begrüßte Karl Barth 1934 gegenüber dem jüdischen Religionsphilosophen Hans-Joachim Schoeps die eigenständige jüdische Auslegung des AT, da das jüdische Selbstverständnis im Raum des Glaubens an Israels Erwählung „auf alle Fälle mitbejaht ist“. Zudem erklärte er in einer Vorlesung, das AT sei wie das NT Zeugnis der Erwartung des kommenden Messias (Christus). In seiner Lehre vom Wort Gottes (KD I/2, 1938) sprach Barth entschieden vom „Kanon der Synagoge“. Dieser sei keine bloße Einleitung zum NT, sondern für Juden und Christen „selbstverständlicher Grundstock ihrer Heiligen Schrift“, den das NT nur ergänze und erweitere. Die ganze Bibel sei „als Zeugnis von Gottes Offenbarung in ihrer Menschlichkeit zugleich ein Erzeugnis des israelitischen oder sagen wir es gleich deutlicher: des jüdischen Geistes.“ Die „Existenz des jüdischen Volkes in der Mitte aller anderen Völker“ sei der „von Gott geführte einzige natürliche Gottesbeweis… Israel ist eben bis auf diesen Tag noch vor unseren Augen Gottes-Volk.“ Damit gab Barth dem gegenwärtigen Judentum den Platz, den im Protestantismus die „natürliche Theologie“ eingenommen hatte. 1942, nach Beginn der Schoa, bekräftigte er in seiner Erwählungslehre (KD II/2), die Kirche müsse die rabbinische Bibelexegese unbedingt beachten, damit ihre Bezeugung Jesu Christi nicht in einen heidnischen Mythos verwandelt werde. In einem Vortrag jenes Jahres betonte Barth, die Juden seien faktisch, durch ihr Dasein, Zeugen der biblischen Offenbarung Gottes. Hitler versuche mehr, als ihm selbst bewusst sei, mit ihnen die Erkenntnis des wahren Gottes zu vernichten. Daher sei der Gegensatz aller Kirchen Europas gegen den Nationalsozialismus „grundsätzlich und notwendig“. Diese fundamentale Bejahung des Judentums folgte für Barth gerade aus der exklusiven Offenbarung Gottes in Jesus Christus.

### Neuere Entwürfe
- Das Modell des wechselseitigen Zeugnisses:

So betonte etwa der Kirchenhistoriker Karl Kupisch, das Volk Gottes in der Doppelgestalt von Synagoge und Kirche sei bleibend aufeinander angewiesen: „Das Geheimnis von Juden und Christen in ihrem gottgewollten Nebeneinander, Miteinander und, wie es uns diese sinkende Zeit noch lehren wird, auch Füreinander unter dem gemeinsamen Gott...beginnt uns erst in unseren Tagen aufzugehen.“ Der theologische Leitsatz vom ungekündigten Israelbund versteht das Nebeneinander von Judentum und Christentum als Fügung Gottes, die eine gemeinsame Aufgabe beinhaltet: Sie mache eine fundamentale besondere Solidarität, das Mit- und Füreinander beider Religionen im jeweils unverwechselbaren Zeugendienst an der Welt, unausweichlich.
- Das bundestheologische Komplementärmodell:

Karl Barth formulierte in seiner KD II/2 (1938): Israel und die Kirche seien das eine Volk Gottes in zweierlei Gestalt, mit dem Gott von Ewigkeit her zugunsten der Menschheit seinen Bund geschlossen habe. Juden selbst seien die maßgebenden lebendigen Ausleger und Zeugen der Hebräischen Bibel auch und gerade für die Christen. Damit wurde auch zum ersten Mal jüdisches Selbstverständnis und jüdische Auslegung des Tanach als notwendige Voraussetzung jedes jüdisch-christlichen Dialogs anerkannt.
Dieser Dialog wurde seit etwa 1960 dann vor allem auf den Deutschen Evangelischen Kirchentagen und den Katholikentagen praktiziert und für die gemeinsame Bibelexegese fruchtbar gemacht. Eine konkrete Folge davon war die bleibende jüdische Religionskritik an jedem christlichen Versuch, die Botschaft des NT zu vergeistigen und von weltlichen Konsequenzen zu lösen: „Warum schuf Gott den Atheismus?, fragte einst ein Jünger. Die Antwort eines der Leuchten des Chassidismus lautete: Auf dass Du den Hungrigen nicht verhungern lässt, indem du ihn mit der kommenden Welt vertröstest. Oder ihm einredest, er solle auf Gott vertrauen, der ihm beistehen werde, anstatt dass Du ihm jetzt zu essen gibst.“
- Das messianische Komplementärmodell:

Diese Variante stellt den bleibenden „Verheißungsüberschuss“ der israelitischen Prophetie heraus, den die jüdische Eigenauslegung der Hebräischen Bibel erkennbar macht. Der jüdische Messias ist der, der den Schalom, endgültigen Frieden und Gerechtigkeit besonders für die Armen und Entrechteten, bringt. Theologen wie Johann Baptist Metz und Jürgen Moltmann betonten daraufhin, Jesus Christus habe diese unabgegoltene messianische Hoffnung in seinem Handeln an der Seite und für die Armen Israels bis hin zur Lebenshingabe am Kreuz pars pro toto erfüllt und so das Reich Gottes vorweggenommen. Gott habe seinen Weg durch seine Auferweckung ultimativ bestätigt und damit Israels Hoffnungen für alle Völker erneuert und bekräftigt. Juden und Christen könnten diesen Gott deshalb nur im gemeinsamen Dienst für weltweiten irdischen Frieden und Gerechtigkeit bezeugen.
- Das christologische Dependenzmodell:

Diese Variante betont, dass Jesus Christus selbst der Substitutionstheologie nicht nur hinsichtlich des vorlaufenden Israelbundes und der unabgegoltenen messianischen Hoffnung, sondern vor allem mit seiner Versöhnungstat am Kreuz widerspricht. Er habe die Völker gerade durch sein stellvertretendes Erleiden des Endgerichts – das früher die Ablösung und Verwerfung des ersterwählten Gottesvolks begründete – in Israels Erwählungs- und Hoffnungsgeschichte einbezogen. Demnach müssten nicht die Juden, die Jesus nicht als Messias anerkennen, bekehrt und in die Kirche integriert werden, sondern die Christen aus den Völkern (hebr. Gojim) müssten erkennen, dass sie nur als „Hinzuberufene“ Teilhaber der Erwählung Israels sind (Röm 9–11). Nicht nur von ihrer historischen Herkunft und gemeinsamen eschatologischen Zukunft her, sondern auch und entscheidend von der Geschichte Jesu Christi selbst her seien die Völker zur gemeinsamen Erkenntnis des Gottes Israels – ausgedrückt in der Verheißung der Völkerwallfahrt zum Zion – bestimmt. Die christliche Völkermission sei also nicht die Vorbedingung und Vorstufe zur Judenmission, sondern die Erfüllung der Verheißung, dass die Völker sich zum Gott Israels bekehren und auf seinen an Israel offenbarten Willen hören. Damit werde die Judenmission abgelöst durch ein gemeinsames Friedenszeugnis der Kirche und Synagoge gegenüber den Völkern.